# Il bambino di Mâcon
Il bambino di Mâcon (The Baby of Mâcon) è un film del 1993 diretto da Peter Greenaway.
Film grottesco-allegorico interamente costruito sui meccanismo e gli artifici illusionistici di stampo teatrale e sulla continua alternanza dei diversi livelli di rappresentazione scenica.
Fu presentato fuori concorso al Festival di Cannes 1993.

## Trama
Nel 1659 una compagnia teatrale inscena un dramma morale di stampo medievale in tre atti di fronte alla corte di Cosimo III de' Medici. Il dramma, ambientato a Mâcon, è incentrato sulla figura di un bambino nato da una donna anziana, troppo vecchia per rimanere incinta. Lo straordinario evento viene letto dalla popolazione di Mâcon, afflitta da tempo dalla sterilità di coppia, come un dono divino. In effetti le nascite crescono e il bambino sembra possedere poteri sovrannaturali.
La venerazione attorno al bambino viene sfruttata dalla prima delle sue tre sorelle che, vergine, afferma di essere lei la madre e costringe al silenzio i vecchi genitori e la balia. Riesce così a diventare ricca, grazie alle elargizioni del popolino. La Chiesa non vuole essere da meno. Impersonata dal vescovo di Mâcon e da suo figlio, destinato a diventare anche lui alto prelato, vuole approfittare economicamente della situazione e riesce a strappare il bambino dalle mani della sorella che, per vendicarsi, lo soffoca.
Durante la finzione scenica vi sono continue intrusioni della realtà, soprattutto da parte dell'ingenuo principe diciassettenne, che si meraviglia per tutto come, per esempio, il fatto che i bambini nascano da una donna e che questa provi dolore. Alla fine, non discernendo più realtà da finzione, questi suggerisce che la vergine sorella, per espiare la colpa, venga stuprata dalla milizia. L'attrice è costretta a subire l'umiliazione del personaggio interpretato e muore dopo la sua orribile esperienza (208 stupri). L'intera sua famiglia viene giustiziata "perché i peccati dei figli hanno origine dal padre e dalla madre".
La Chiesa poi decreta lo smembramento del bambino, i cui pezzi (come le sue secrezioni prima) vengono venduti a caro prezzo. Mâcon ricadrà quindi nella piaga della sterilità.